# Coniopteryx westwoodii
Coniopteryx westwoodii är en insektsart som först beskrevs av Fitch 1855.  Coniopteryx westwoodii ingår i släktet Coniopteryx och familjen vaxsländor. Inga underarter finns listade i Catalogue of Life.